# Chelsea Gray
Pour les articles homonymes, voir Gray.
Chelsea Gray, née le 8 octobre 1992 à Hayward en Californie, est une joueuse américaine de basket-ball. Elle est triple championne WNBA 2016, 2022 et 2023.

## Biographie
Ses deux dernières années à l'université avec les Blue Devils de Duke sont gâchées par des blessures au genou. Choix de la fin du premier tour de la draft WNBA 2014 par le Sun du Connecticut. Elle reprend la compétition en Israël à Hapoel Rishon Le-Zion où elle obtient des statistiques éblouissantes de 20,5 points, 6,4 rebonds, 5,9 passes décisives et 2,8 par rencontre.
Elle fait des débuts remarqués en WNBA en 2015 au Sun avec 6,6 points et 2,7 passes décisives (et même 3,9 sur les 11 dernières rencontres à la date du 12 août) par rencontre. Elle est la seconde parmi les rookies aux passes décisives et à l'adresse à trois points et la cinquième aux points inscrits. Son ancienne coéquipière à Duke Jasmine Thomas loue son excellente vision du jeu.
Après avoir effectué sa première saison européenne en Espagne à Gérone où elle émargeait depuis à 18,4 points et 4,8 rebonds en championnat et 14,0 points et 5,2 passes décisives en Euroligue, elle rejoint fin novembre 2015 le club turc Abdullah Gül.
Le Sun envoie la transfère lors de la draft WNBA 2016 aux Sparks de Los Angeles. Les Sparks remportent le titre de champion de la saison WNBA 2016.
En 2017, elle est élue dans le second meilleur cinq de la WNBA alors que les Sparks enregistrent 26 succès pour seulement 8 revers et se qualifient pour les Finales WNBA.
Pour 2017-2018, elle joue en Turquie avec Botas.
Les Sparks effectuent un bon début de saison WNBA 2018 (3 victoires de rang) auquel elle contribue activement avec le panier de la victoire au buzzer lors de la rencontre inaugurale face aux championnes en titre le Lynx du Minnesota, ce qui lui vaut d'être élue meilleure  joueuse de la première semaine du championnat, récompense qu'elle obtient pour la première fois de sa carrière. Sur cette période, elle est la meilleure passeuse (7,3 passes) et interruptrice (2,0 balles volées) de la conférence Ouest et septième à la marque (18,5 points par rencontre).
Elle fait partie des douze sélectionnées pour le tournoi olympique de 2020, disputé en 2021 en raison de la pandémie de Covid-19, qui remporte la médaille d'or.

### Unrivaled
Le 11 juillet 2024, la nouvelle ligue de basket-ball à trois, Unrivaled, annonce la participation de Chelsea Gray à sa première saison en janvier 2025.
Cette ligue a été créée par Breanna Stewart et Napheesa Collier. Elle réunit trente-six joueuses réparties en six équipes et les matchs ont lieu à Miami. Chelsea Gray est la troisième joueuse révélée. Elle évolue pour le Rose Basket Club, entraîné par Nola Henry. Dans cette équipe, elle retrouve Brittney Sykes, sa coéquipière au Sparks de Los Angeles en 2020.

## Vie privée
Ouvertement lesbienne, elle épouse sa compagne Tipesa Mercedes Moorer le 4 novembre 2019. Elle explique : "J'en avais assez de cacher certaines parties de moi-même. Quand j'ai fini par le dire à tout le monde, j'ai ressenti un soulagement... comme si c'était Chelsea, et maintenant je suis heureuse". Elle déclare être fière d'être une femme noire et lesbienne, bien qu'il soit épuisant de combattre contre les injustices. Pour elle, « en parler et être qui je suis pour que le monde entier le voie, cela fait partie de la résistance.». Elle s'exprime souvent sur le sujet pour combattre les discriminations,.

## Palmarès, distinctions et records

### Palmarès
- Championne WNBA 2016[5] avec les Sparks de Los Angeles.
- Championne WNBA 2022 avec les Aces de Las Vegas.
- Médaille d'or aux Jeux olympiques de 2020 à Tokyo[9]
- Médaille d’or de la Coupe du monde 2022
- Médaille d’or aux Jeux olympiques de Paris 2024

### Distinctions personnelles
- Sélections aux WNBA All-Star Game 2017[17], 2018[18] et 2019[19].
- Second meilleur cinq de la WNBA (2017[6])
- 1x MVP de la Commissioner's Cup en 2022

### records
- Triple-double : 2

Dernière mise à jour : 18 août 2023